# Old Dominion

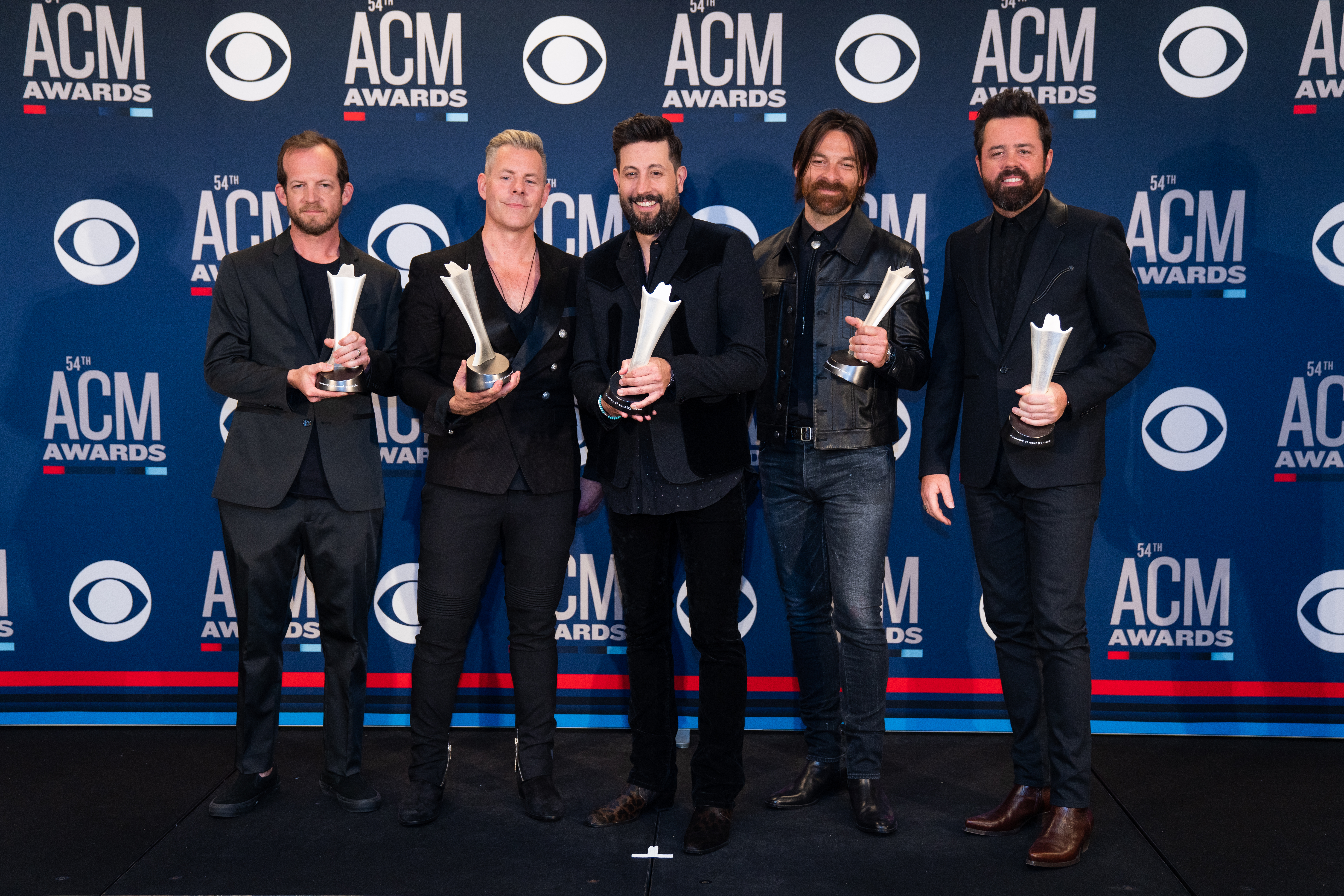
Old Dominion als Gewinner des Vocal Group of the Year bei den ACM Awards 2019

Old Dominion ist eine US-amerikanische Countrypopband, die 2007 in Nashville gegründet wurde. Ihren Durchbruch hatten sie 2015 mit dem Platin-Album Meat and Candy. Von 2016 bis 2019 hatten sie in den Country-Radiocharts sechs Nummer-eins-Hits in Folge. Bei den beiden großen Country Awards wurden sie jeweils vier Jahre in Folge als Band des Jahres ausgezeichnet.

## Bandgeschichte
Bis auf den aus Detroit stammenden Gitarristen Brad Tursi sind alle Mitglieder aus Virginia. Der Spitzname des US-Bundesstaats ist Old Dominion und als die Band 2007 in der Country-Hauptstadt Nashville gegründet wurde, wählten sie diesen Bandnamen. Neben Tursi sind der Leadsänger Matt Ramsey, Bassist Geoff Sprung, Keyboarder Trevor Rosen und Whit Sellers am Schlagzeug die Mitglieder. In den ersten Jahren traten sie musikalisch wenig in Erscheinung, aber in den 2010er machten sich Ramsey, Rosen und Tursi als Songwriter einen Namen. Ihre Songs wurden von den bekanntesten Countrymusikern wie Keith Urban, Luke Bryan, Cole Swindell, Dierks Bentley und der Band Perry aufgenommen.
Mit diesem Hintergrund beschlossen sie Mitte der 2010er Jahre, mit eigenen Veröffentlichungen in die Öffentlichkeit zu gehen. Unter anderem mit Shane McAnally als Produzent nahmen sie einige Songs auf und veröffentlichten sie 2014 als EP mit dem Bandnamen als Titel. Auf Anhieb schafften sie den Sprung in die Countrycharts und auf die hinteren Ränge der offiziellen Album-Top-200. Zu großer Bekanntheit verhalf ihnen aber 2015 der Song Break Up with Him, der es auf Platz 1 der Radiocharts brachte und sich 42 Wochen lang unter den meistgespielten Countrysongs befand. Das Lied wurde auch ihr erster Hit in den Singlecharts: Es kam auf Platz 44 und wurde mit Doppelplatin ausgezeichnet.
Break Up with Him verhalf auch ihrem Debütalbum zum Erfolg. Es hieß Meat and Candy und erschien im November 2015. Über ein Jahr blieb es in den offiziellen Charts und erreichte die Nummer 16 als beste Platzierung. In den Countrycharts hielt es sich sogar fast zwei Jahre und kam auf Platz 3. Dazu kam eine Platinauszeichnung. Drei weitere Male Platin brachten die Singleauskopplungen Song for Another Time und Snapback, die Platz 1 bzw. 2 der Country-Radiocharts erreichten. Bei den ACM Awards gewannen sie daraufhin die Auszeichnung als Newcomer des Jahres.
Zwei Jahre später folgte das Nachfolgealbum Happy Endings. Es enthielt drei weitere Radio-Nummer-eins-Hits, die weitere vier Platinauszeichnungen erhielten. Das Album selbst kam auf Platz 1 der Countrycharts sowie in die Top 10 der Billboard 200 und bekam Gold. 2017 und 2018 wurden sie bei den ACM Awards und den CMA Awards als (Gesangs-)Band des Jahres ausgezeichnet.
Mit dem dritten Album konnten sie weitere zwei Jahre später den Erfolg fortsetzen. Es trug, wie schon die Debüt-EP, den Bandnamen als Titel und kam im Herbst 2019 erneut auf Platz 1 der Country- und in die Top 10 der offiziellen Charts. Make It Sweet und One Man Band waren zwei weitere Spitzenreiter der Radiocharts, Nummer 5 und 6 in Folge, One Man Band war außerdem mit Platz 2 in den Country- und Platz 20 in den offiziellen Singlecharts ihr bis dahin bestplatziertes Lied. Außerdem war es der Song des Jahres bei den ACM Awards. Zwei weitere Jahre in Folge blieben sie damit auch sowohl ACMs als auch CMAs Band des Jahres. Bei den Grammy Awards 2021 stand dagegen ihr Lied Some People Do im Vordergrund: Zweimal wurde es für eine Auszeichnung in der Kategorie Country nominiert.
Auch wenn zwischenzeitlich die COVID-19-Pandemie insbesondere die Auftritte erschwerte, blieben Old Dominion ihrem Veröffentlichungsrhythmus treu und brachten im Herbst 2021 ihr viertes Album Time, Tequila & Therapy heraus. Allerdings platzierte es sich nicht so gut wie die vorherigen Alben und erreichte nur Platz 4 der Countrycharts. Die Singleauskopplung I Was on a Boat That Day war zwar ihr zweiter Top-40-Hit in den offiziellen Hot 100, war aber in den Countrycharts weniger erfolgreich.

## Mitglieder
- Matthew Ramsey, Sänger und Gitarrist
- Brad Tursi, Gitarrist
- Geoff Sprung, Bassist
- Trevor Rosen, Keyboarder und Gitarrist
- Whit Sellers, Schlagzeuger

## Diskografie

### Studioalben
| Jahr | Titel                   | Höchstplatzierung, Gesamtwochen, AuszeichnungChartplatzierungen (Jahr, Titel, Platzierungen, Wochen, Auszeichnungen, Anmerkungen) | Höchstplatzierung, Gesamtwochen, AuszeichnungChartplatzierungen (Jahr, Titel, Platzierungen, Wochen, Auszeichnungen, Anmerkungen) | Anmerkungen                            |
| Jahr | Titel                   | US | Country | Anmerkungen                            |
| ---- | ----------------------- | --- | --- | -------------------------------------- |
| 2015 | Meat and Candy          | US16 Platin · (67 Wo.)US | Country3 (101 Wo.)Country | Erstveröffentlichung: 6. November 2015 |
| 2017 | Happy Endings           | US7 Platin · (55 Wo.)US | Country1 (89 Wo.)Country | Erstveröffentlichung: 25. August 2017  |
| 2019 | Old Dominion            | US9 Platin · (44 Wo.)US | Country1 (72 Wo.)Country | Erstveröffentlichung: 25. Oktober 2019 |
| 2021 | Time, Tequila & Therapy | US27 (2 Wo.)US | Country4 (6 Wo.)Country | Erstveröffentlichung: 8. Oktober 2021  |
| 2023 | Memory Lane             | US56 (4 Wo.)US | Country13 (13 Wo.)Country | Erstveröffentlichung: 23. Juni 2023    |

### Kompilationen
| Jahr | Titel              | Höchstplatzierung, Gesamtwochen, AuszeichnungChartplatzierungen (Jahr, Titel, Platzierungen, Wochen, Auszeichnungen, Anmerkungen) | Höchstplatzierung, Gesamtwochen, AuszeichnungChartplatzierungen (Jahr, Titel, Platzierungen, Wochen, Auszeichnungen, Anmerkungen) | Anmerkungen                             |
| Jahr | Titel              | US | Country | Anmerkungen                             |
| ---- | ------------------ | --- | --- | --------------------------------------- |
| 2024 | Oldies but Goldies | US85 (7 Wo.)US | Country19 (12 Wo.)Country | Erstveröffentlichung: 6. September 2024 |

### EPs
| Jahr | Titel        | Höchstplatzierung, Gesamtwochen, AuszeichnungChartplatzierungen (Jahr, Titel, Platzierungen, Wochen, Auszeichnungen, Anmerkungen) | Höchstplatzierung, Gesamtwochen, AuszeichnungChartplatzierungen (Jahr, Titel, Platzierungen, Wochen, Auszeichnungen, Anmerkungen) | Anmerkungen                           |
| Jahr | Titel        | US | Country | Anmerkungen                           |
| ---- | ------------ | --- | --- | ------------------------------------- |
| 2014 | Old Dominion | US148 (15 Wo.)US | Country33 (19 Wo.)Country | Erstveröffentlichung: 7. Oktober 2014 |

### Singles
| Jahr | Titel Album                                      | Höchstplatzierung, Gesamtwochen, AuszeichnungChartplatzierungen (Jahr, Titel, Album, Platzierungen, Wochen, Auszeichnungen, Anmerkungen) | Höchstplatzierung, Gesamtwochen, AuszeichnungChartplatzierungen (Jahr, Titel, Album, Platzierungen, Wochen, Auszeichnungen, Anmerkungen) | Anmerkungen                                             |
| Jahr | Titel Album                                      | US | Country | Anmerkungen                                             |
| ---- | ------------------------------------------------ | --- | --- | ------------------------------------------------------- |
| 2015 | Break Up with Him Meat and Candy                 | US44 ×2Doppelplatin · (20 Wo.)US | Country3 (37 Wo.)Country | Erstveröffentlichung: 20. Januar 2015                   |
| 2016 | Snapback Meat and Candy                          | US50 ×2Doppelplatin · (20 Wo.)US | Country4 (29 Wo.)Country | Erstveröffentlichung: 11. Januar 2016                   |
| 2016 | Song for Another Time Meat and Candy             | US59 Platin · (18 Wo.)US | Country4 (30 Wo.)Country | Erstveröffentlichung: 20. Juni 2016                     |
| 2017 | No Such Thing as a Broken Heart Happy Endings    | US46 ×2Doppelplatin · (19 Wo.)US | Country4 (27 Wo.)Country | Erstveröffentlichung: 10. März 2017                     |
| 2017 | Written in the Sand Happy Endings                | US51 ×3Dreifachplatin · (20 Wo.)US | Country3 (35 Wo.)Country | Erstveröffentlichung: 18. September 2017                |
| 2018 | Hotel Key Happy Endings                          | US48 Platin · (19 Wo.)US | Country5 (26 Wo.)Country | Erstveröffentlichung: 9. April 2018                     |
| 2018 | Make It Sweet Old Dominion                       | US56 Platin · (20 Wo.)US | Country8 (29 Wo.)Country | Erstveröffentlichung: 5. November 2018                  |
| 2019 | One Man Band Old Dominion                        | US20 ×7Siebenfachplatin · (28 Wo.)US | Country2 (53 Wo.)Country | Erstveröffentlichung: 17. Juni 2019                     |
| 2019 | Some People Do Old Dominion                      | US— GoldUS | Country38 (19 Wo.)Country | Erstveröffentlichung: 2. März 2020                      |
| 2020 | Never Be Sorry Old Dominion                      | — | Country50 (1 Wo.)Country | Erstveröffentlichung: 31. August 2020                   |
| 2021 | I Was on a Boat That Day Time, Tequila & Therapy | US37 Platin · (19 Wo.)US | Country8 (25 Wo.)Country | Erstveröffentlichung: 21. Mai 2021                      |
| 2021 | No Hard Feelings Time, Tequila & Therapy         | US— GoldUS | Country24 (25 Wo.)Country | Erstveröffentlichung: 13. Dezember 2021                 |
| 2022 | Beer with My Friends –                           | — | Country35 (1 Wo.)Country | Erstveröffentlichung: 26. August 2022 mit Kenny Chesney |
| 2023 | Memory Lane                                      | US27 Platin · (20 Wo.)US | Country7 (26 Wo.)Country | Erstveröffentlichung: 5. Januar 2023                    |
| 2023 | Can’t Break Up Now –                             | — | Country42 (16 Wo.)Country | Erstveröffentlichung: 18. August 2023 mit Megan Moroney |
| 2024 | Coming Home –                                    | — | Country42 (15 Wo.)Country | Erstveröffentlichung: 28. Juni 2024                     |

Weitere Singles 
- 2014: Dirt on a Road
- 2014: Shut Me Up
- 2015: Nowhere Fast (US: Gold)
- 2016: Beer Can in a Truck Bed
- 2018: New York at Night
- 2019: Young
- 2022: Everyone She Knows

## Auszeichnungen für Musikverkäufe
| Goldene Schallplatte - Kanada - 2017: für die Single Song For Another Time - 2018: für das Album Happy Endings - 2018: für die Single Hotel Key Platin-Schallplatte - Kanada - 2017: für die Single Break Up With Him - 2017: für die Single Snapback - 2018: für die Single No Such Thing As A Broken Heart - 2018: für die Single Written In The Sand - 2020: für die Single Make It Sweet - 2023: für das Album Old Dominion | 5× Platin-Schallplatte - Kanada - 2023: für die Single One Man Band |

Anmerkung: Auszeichnungen in Ländern aus den Charttabellen bzw. Chartboxen sind in ebendiesen zu finden.
| Land/RegionAuszeichnungen für Musikverkäufe (Land/Region, Auszeichnungen, Verkäufe, Quellen) | Gold     | Platin       | Verkäufe   | Quellen         |
| -------------------------------------------------------------------------------------------- | -------- | ------------ | ---------- | --------------- |
| Kanada (MC)                                                                                  | 3× Gold3 | 11× Platin11 | 1.000.000  | musiccanada.com |
| Vereinigte Staaten (RIAA)                                                                    | 3× Gold3 | 24× Platin24 | 25.500.000 | riaa.com        |
| Insgesamt                                                                                    | 6× Gold6 | 35× Platin35 |            |                 |

## Auszeichnungen
- Academy of Country Music Awards
  - 2015: New Vocal Duo or Group of the Year
  - 2017: Vocal Group of the Year
  - 2018: Group of the Year
  - 2019: Group of the Year
  - 2019: Song of the Year für One Man Band
  - 2020: Group of the Year

- Country Music Association Awards
  - 2018: Vocal Group of the Year
  - 2019: Vocal Group of the Year
  - 2020: Vocal Group of the Year
  - 2021: Vocal Group of the Year

- Grammy Awards
  - Nominierungen 2021: Bester Countrysong und beste Country-Darbietung für Some People Do